# No Apologies
No Apologies – singel amerykańskiej grupy hardrockowej Bon Jovi.